# 劉樹屏

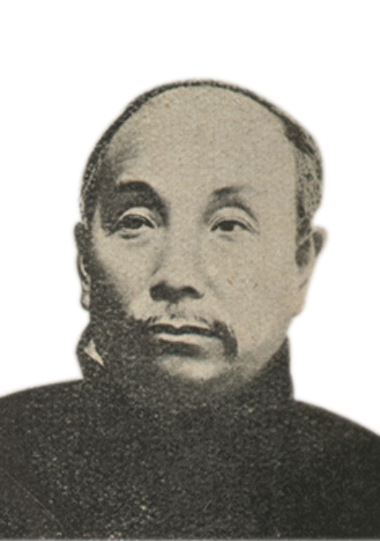

劉樹屏（1857年—1917年），字葆良，号雨溪。江蘇武進縣（今常州市武進區）。晚清政治人物。

## 經歷
光緒十六年（1890年）庚寅恩科第三甲進士。同年五月，改翰林院庶吉士。光緒十八年五月，散館，授翰林院檢討。甲午戰爭後，提倡教育改革。調任安徽候補道，創辦皖南中學。不久，代理南洋公学監督。光绪二十九年（1903年），經盛宣懷保薦，任津浦铁路南段總辦。民國後隐居不出。民國六年（1917年）卒。工詩。